# Stratená
Stratená je obec na východním Slovensku v Košickém kraji, okrese Rožňava.

## Poloha
Obec leží na Gotické cestě ve vzdálenosti 4 km od Dobšinské ledové jeskyně a 8 km od obce Dobšiná. Obcí prochází železniční trať Margecany - Červená Skala. 

## Přírodní poměry
Obec leží na území národního parku Slovenský ráj.
Na katastrálním území obce se nachází:
- místo dalekého rozhledu Havraní skála
- národní přírodní památka Dobšinská ledová jeskyně
- národní přírodní památka Jaskyňa v Havranej skale
- národní přírodní rezervace Hnilecká jelšina
- národní přírodní rezervace Sokol
- národní přírodní rezervace Stratená

## Historie
Stratená byla původně báňská obec. Roku 1723 zde Csákyovci postavili vysoké pece, které byly v provozu až do roku 1927. V obci se nachází římskokatolický kostel s plastikou Máří Magdalény z dílny mistra Pavla z Levoče. 

### Názvy obce
- 17. století–1863 – Stracena
- 1873–1913 – Sztracena
- 1920–1948 – Ztratená
- od 1948 – Stratená